# 追憶 (スターダストレビューの曲)
『追憶』（ついおく）は、スターダストレビュー23枚目のシングル。1992年1月25日に発売された。

## 解説
「追憶」は1991年11月に発売されたアルバム『Brightest!』からのシングルカット。「もう一度ハーバーライト」から5年3か月ぶりにコンフェクショナリー・コトブキのCMソングに使用された。
リリースされた際の作詞は荒木とよひさ氏によるものであるが、原型となるものが別にあった。原型の追憶は既にレコーディングを終えていたが、当時の所属プロモーション社長の「もっと染みる歌詞がいい」との一声により荒木とよひさ氏の作詞に替わった。因みに依頼を受けた後、元の歌詞に対して荒木とよひさ氏は「地がいい」と評していたという。時系列の前後は不明だが、根本要は追憶を作る際「ソウルバラードにしよう」と思っていたそうだが、こちらも社長から「女性の泣きが入るような曲にするんだ」と言われ現在の追憶のリリースに至った。
また、この話については『STARDUST REVUE Music Video Collection 1985-1992 Vol.1』の副音声でメンバーから語られている。
カップリング曲は「上を向いて歩こう」のア・カペラ・ヴァージョン。

## 収録曲
1. 追憶
作詞：荒木とよひさ、作曲：根本要、編曲：三谷泰弘
2. 上を向いて歩こう
作詞：永六輔、作曲：中村八大、コーラスアレンジ：三谷泰弘
三菱自動車工業・ミラージュCMソング[2]